# Rodrigo II (obispo)
Rodrigo II fue el vigésimo octavo obispo de Oviedo entre los años 1207 y 1209.
| Predecesor: Juan I | Obispo de Oviedo 1207 - 1209 | Sucesor: Juan II |